# Sojuz (organizacja)
Sojuz – pierwsza organizacja ukraińskich studentów w Czerniowcach na Bukowinie, działająca w latach 1875–1903 i 1905–1922, gromadząca studentów o umiarkowanych poglądach społeczno-politycznych.
Organizacja liczyła średnio 50–100 członków, prowadziła działalność kulturalno-oświatową i wydawniczą (Bukowynśkyj Almanach 1875, Sojuz 1875–1910). Organizacja została zlikwidowana po zajęciu Bukowiny przez władze rumuńskie. Członkowie organizacji przeszli początkowo do organizacji „Sicz”, a w 1923 do towarzystwa „Czornomore”.
Przewodniczącymi towarzystwa byli: D. Winckowśkyj (1875–1879), Stepan Smal-Stoćkyj (1879–1883), Ołeksandr Kołessa (1891–1894), P. Kłym, T. Haliti, J. Tewtuł, W. Bucura.